# Ж.К. Дербышки (платформа)
Остановочный пункт Жилищный Комплекс Дербышки (краткое наименование: ОП Ж.К. Дербышки) бывшее название Платформа 804 км (краткое наименование: Пл. 804 км) — остановочный пункт казанских электропоездов на двухпутном электрифицированном перегоне Дербышки — Кендери Казанского отделения Горьковской железной дороги.

## Описание
Расположен на территории Советского района города Казани, в микрорайоне Дербышки. Находится на расстоянии 3 км от узловой станции Дербышки, и на расстоянии 284 км от станции Агрыз. Расстояние до Москвы — 803,8 км. Имеется подземный переход. Здание билетной кассы со стороны второго главного пути. Рядом с ОП Ж.К. Дербышки производится грузовая работа на подъездных путях относящихся к станции Дербышки ряда промышленных предприятий, в том числе АО "Казанский Оптико-Механический Завод" (АО "КОМЗ") .

## История
Построен в 1954 году. В начале 2000-х произошло обрушение платформы на остановке. Состояние платформы тогда было оценивалось как критическое. 19 декабря 2008 на платформе произошёл несчастный случай со смертельным исходом.

## Операции
Проходят приём и высадка пассажиров на пригородные поезда, не выполняются операции с багажом. На платформе останавливаются экспрессы и электрички, идущие по более чем шести разным маршрутам. Есть возможность доехать до станций полигонов Казань - Ижевск, Дербышки - Свияжск, Зеленый Дол - Волжск, Свияжск - Албаба, Свияжск - Тюрлема (летом)

## Фотографии

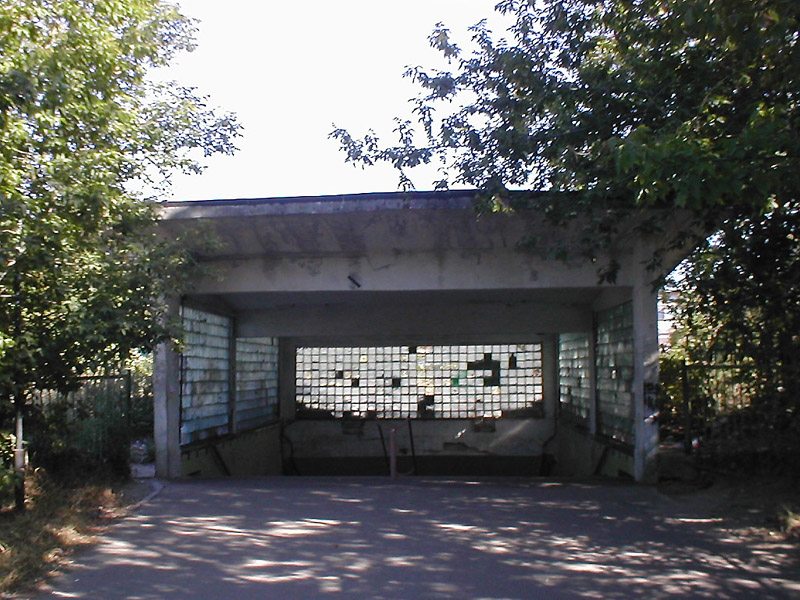
Подземный переход
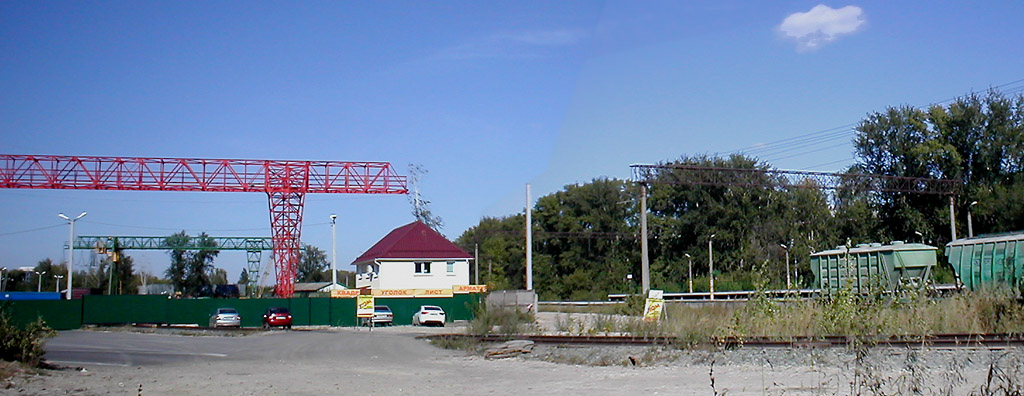
Товарно-грузовой двор